# Altotevere Volley
L'Altotevere Volley è stata una società di pallavolo maschile con sede a San Giustino, che ha disputato il campionato di Serie A1 2012-13.

## Storia

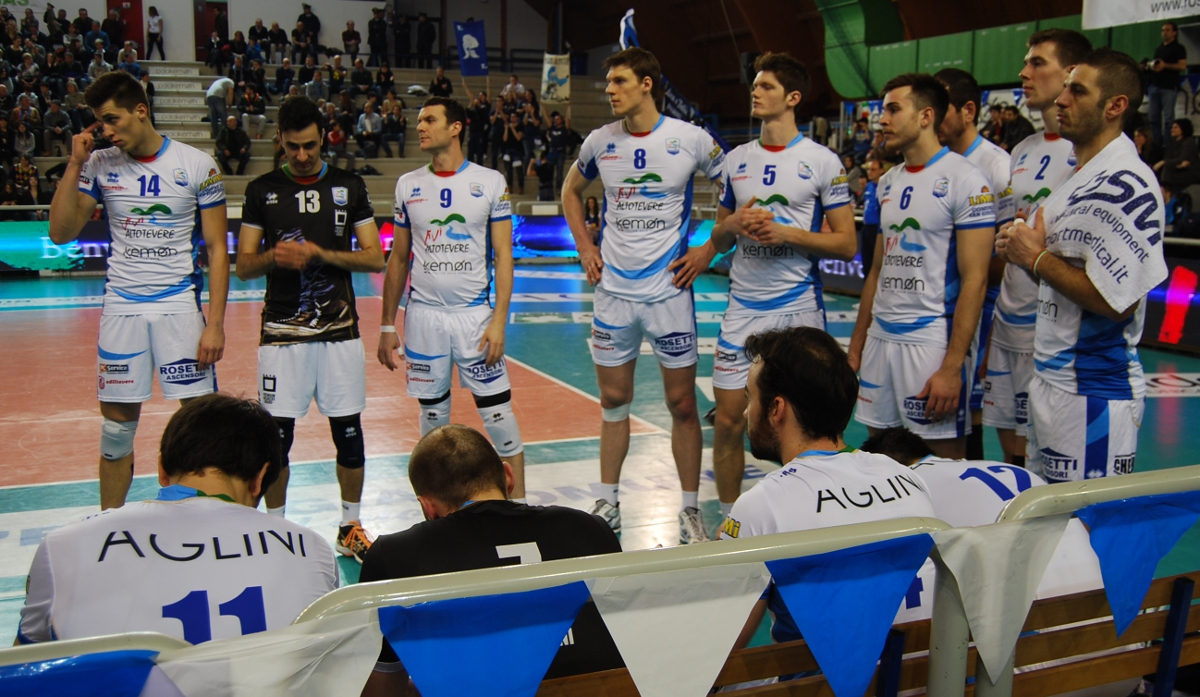
La squadra al termine di un incontro del campionato 2012-13

La società venne fondata il 14 giugno 2012 in seguito all'acquisizione del titolo sportivo dell'Umbria. Il presidente di tale sodalizio, Claudio Sciurpa, aveva infatti annunciato l'impossibilità di iscrivere la propria squadra al campionato di Serie A1 2012-13 per mancanza di fondi economici e di sponsor.
La nuova società, presieduta da Aldo Nocentini, mantenne la sede a San Giustino, esplicitando tuttavia, tramite la denominazione «Altotevere», la volontà di superare i confini regionali umbri e di coinvolgere nel progetto l'intero comprensorio di vallata, ricadente nelle province di Perugia e Arezzo.
Nel ruolo di direttore sportivo venne confermato Andrea Sartoretti, mentre la guida tecnica della squadra andò a Marco Fenoglio, che era già stato a San Giustino nella stagione 2010-11 come secondo di Emanuele Zanini.
La rosa dell'anno precedente fu completamente stravolta: dei giocatori dell'Umbria Volley rimasero infatti i soli McKibbin e Lo Bianco. Ad essi si affiancarono tra gli altri Giorgio De Togni, con i gradi di capitano, e Marcus Böhme come centrali, Alessio Fiore e Klemen Čebulj come schiacciatori, Bram Van den Dries come opposto e Andrea Cesarini come libero, mentre all'esperto palleggiatore Paolo Torre venne affidato il compito di alternarsi con McKibbin in regia. A novembre tornò poi a San Giustino l'opposto serbo Goran Marić.
Nella prima e unica stagione in Serie A1 la squadra fallì la qualificazione alla Coppa Italia, cui venivano ammessi i primi otto team in classifica al termine del girone di andata. Riuscì invece a conquistare l'accesso ai play-off scudetto con tre giornate di anticipo, concludendo la regular season al 10º posto e staccando così le dirette rivali BluVolley Verona e Robur Angelo Costa, battute entrambe per 3-0 sia all'andata sia al ritorno.
Venne poi eliminata agli ottavi di finale dalla Top Volley Latina, che si aggiudicò per 2-1 la serie di tre partite vincendo gara 1 (3-0) e gara 3 (3-2) in casa, mentre l'Altotevere conquistò la vittoria interna in gara 2 al tie-break: nell'occasione, l'opposto Goran Marić fece registrare il record di punti individuali (34) nella storia dei play-off disputati con il rally point system.
Nell'estate 2013 la società si fuse con il Città di Castello.

## Rosa 2012-2013
| N. | Giocatore          | Ruolo | Data di nascita   | Nazionalità sportiva |
| -- | ------------------ | ----- | ----------------- | -------------------- |
| 1  | Alessio Fiore      | S     | 25 dicembre 1982  | Italia               |
| 2  | Bram Van den Dries | S/O   | 14 agosto 1989    | Belgio               |
| 3  | Marcus Guttmann    | S     | 9 luglio 1991     | Austria              |
| 4  | Riley McKibbin     | P     | 9 settembre 1988  | Stati Uniti          |
| 5  | Andrea Coali       | C     | 16 dicembre 1992  | Italia               |
| 6  | Cesare Gradi       | S/O   | 2 gennaio 1988    | Italia               |
| 7  | Andrea Cesarini    | L     | 22 luglio 1987    | Italia               |
| 8  | Marcus Böhme       | C     | 25 agosto 1985    | Germania             |
| 9  | Francesco Mattioli | S     | 6 ottobre 1975    | Italia               |
| 10 | Paolo Torre        | P     | 26 novembre 1976  | Italia               |
| 11 | Giorgio De Togni   | C     | 7 luglio 1985     | Italia               |
| 12 | Goran Marić        | S/O   | 2 novembre 1981   | Serbia               |
| 13 | Marco Lo Bianco    | L     | 15 settembre 1990 | Italia               |
| 14 | Klemen Čebulj      | S     | 21 febbraio 1992  | Slovenia             |

## Settore giovanile
La società ha partecipato nella stagione 2012-13 ai campionati di under 13 maschile, under 14 femminile, under 16 femminile e seconda divisione femminile. Nel 2013 ha inoltre avviato un progetto di rete, coordinato da Fausto Polidori, nel quale sono state coinvolte altre quindici società pallavolistiche di Valtiberina e zone limitrofe con l'obiettivo di potenziare la preparazione tecnica degli allenatori ed incrementare il livello del movimento pallavolistico nel territorio.

## Tifoseria

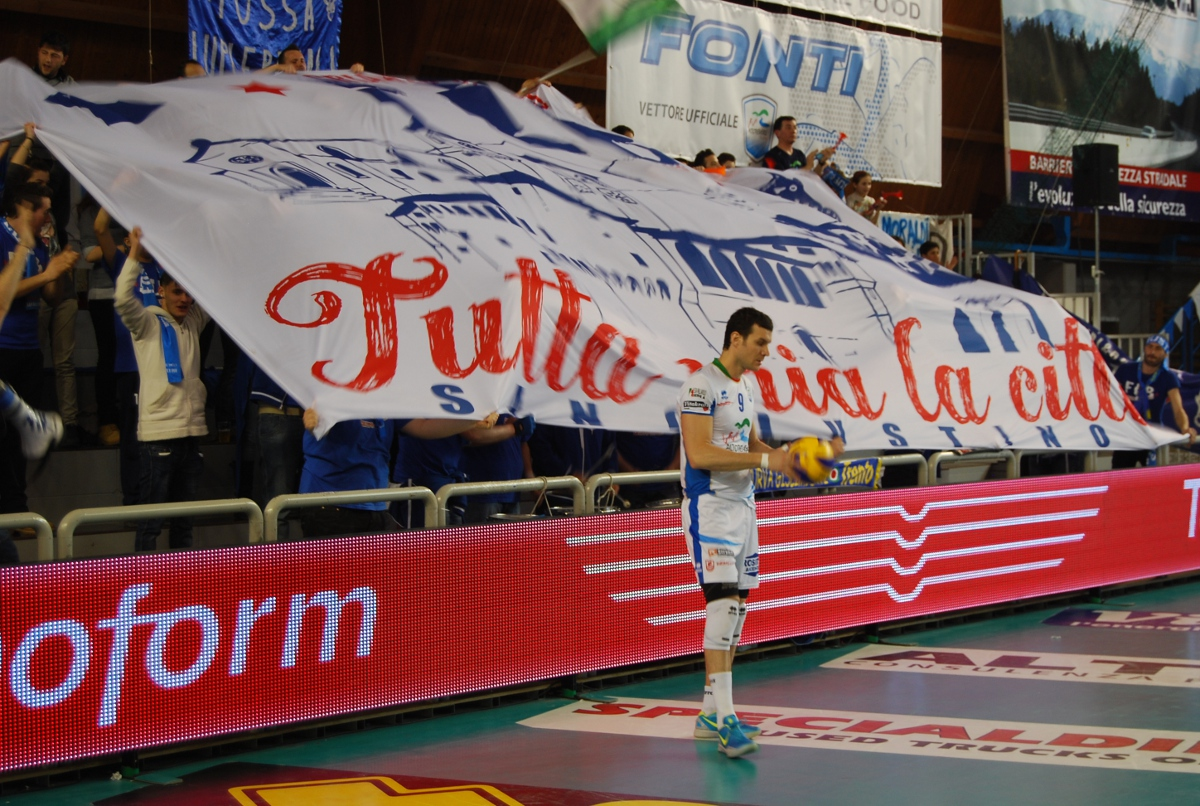
Francesco Mattioli al servizio davanti a uno striscione della tifoseria, 17 marzo 2013.

La tifoseria organizzata dell'Altotevere era rappresentata dalla FLB - Fossa Lupi e Bufali, attiva fin dall'approdo a San Giustino dell'Umbria Volley nel 2010. La Fossa si è sviluppata in seno all'omonima associazione ricreativa Lupi e Bufali, nata a San Giustino nel 2006.
Il derby più sentito dalla FLB è stato quello con la Sir Safety Perugia, ma era soprattutto accesa la rivalità con la Pallavolo Città di Castello. La tifoseria sangiustinese era invece gemellata con quella del Trentino Volley.